# ریوچیکیتو (نیومکزیکو)
ریوچیکیتو (به انگلیسی: Rio Chiquito) یک منطقهٔ مسکونی در ایالات متحده آمریکا است که در شهرستان سنتافه، نیومکزیکو واقع شده‌است. ریوچیکیتو ۴٫۰ کیلومتر مربع مساحت و ۱۰۳ نفر جمعیت دارد و ۱٬۹۷۳ متر بالاتر از سطح دریا واقع شده‌است.